# Серийная съёмка

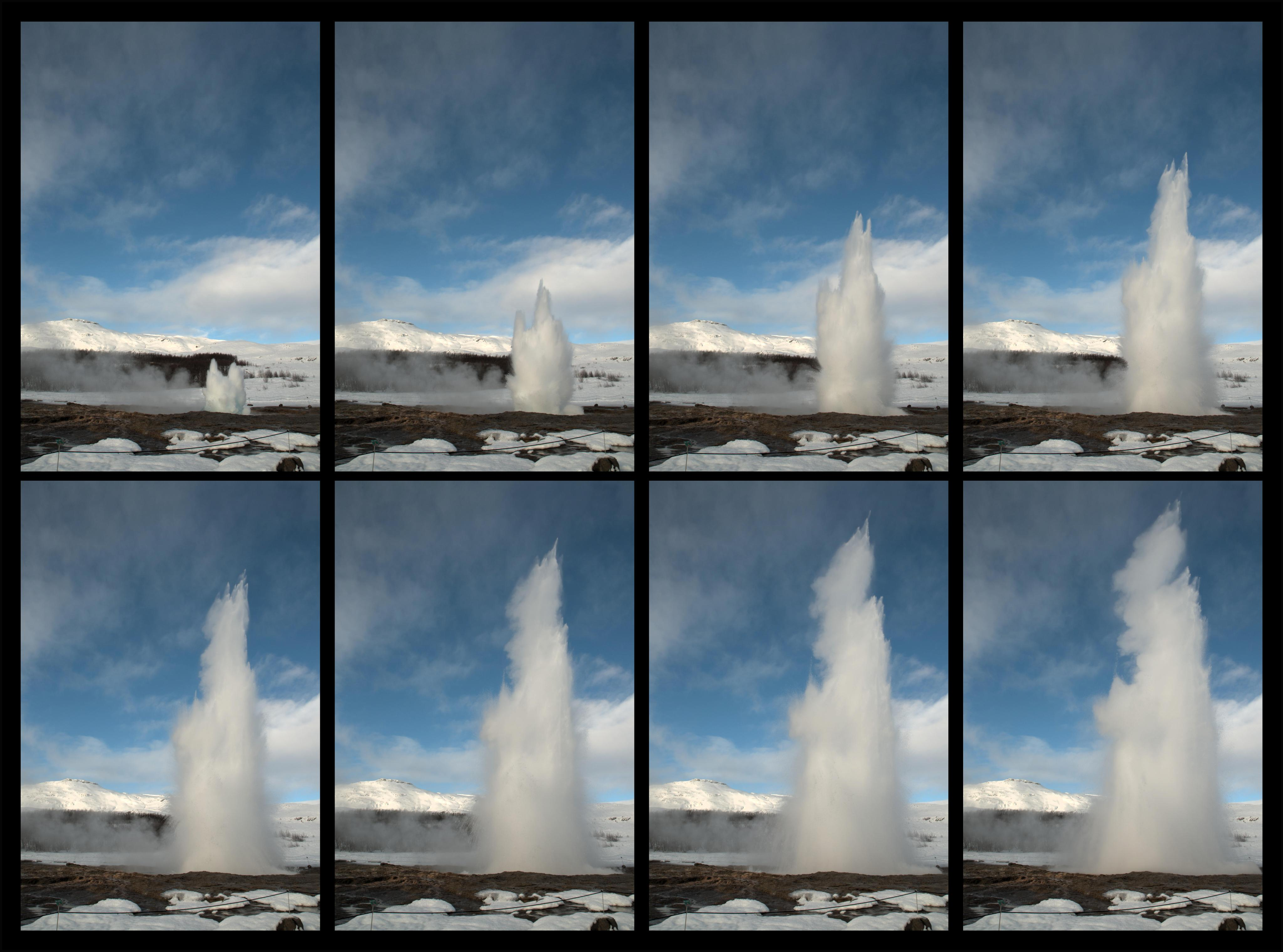
Непрерывная высокоскоростная последовательность фотографий извержения гейзера Строккюр.

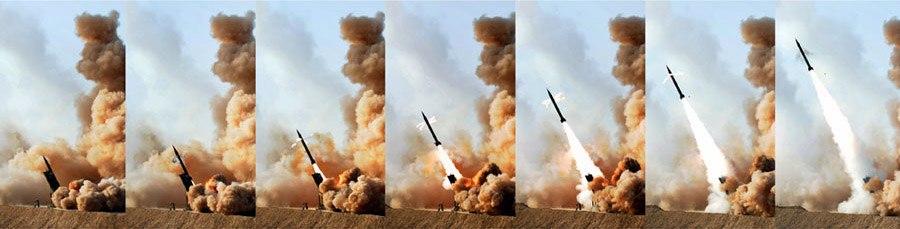
Запуск Zelzal 3 в ходе военных учений Great Prophet VI

При использовании режима серийной съёмки, делающего более 25 кадров в секунду получается кино

Режим серийной съёмки (Burst mode), также называемый режим непрерывной съёмки (continuous shooting mode), спортивный режим — режим фотографирования камеры, в котором несколько фотографий делается в непрерывной быстрой последовательности при нажатии кнопки затвора или при долгом нажатии на неё. Наиболее часто используется в тех случаях, когда фотографируемый объект находится в непрерывном движении, например, при съёмке спортивных мероприятий. После съёмки фотограф может отобрать лучшие снимки или использовать фотографии для изучения движения в деталях.

## Детали
Скорость, с которой может быть сделана последовательность фотографий, зависит от нескольких факторов, но в основном от вычислительной мощности камеры. Отключение некоторых опций, например таких, как постобработка, которую камера использует автоматически после каждой сделанной фотографии, обычно позволяет увеличить скорость фотографирования. Некоторые дешевые компактные камеры имеют режим серийной съемки при которой при однократном нажатии на кнопку затвора создается определенное количество фотографий, тогда как большинство профессиональных и любительских кино и цифровых SLR камер продолжают делать фотографии пока нажата кнопка затвора, до тех пока либо не заполнится карта памяти или не сядет батарея, хотя скорость фотографирования может значительно снизится после заполнения буфера камеры.

## Скорость серийной съёмки
Количество кадров в секунду (Frames per second (FPS)) — скорость, с которой камера делает фотографии. Burst rate означает количество кадров, которое может быть сделано при использовании режима серийной съёмки, прежде чем скорость начнёт замедлятся.

## Использование
Камеры способные снять непрерывную последовательность большого количества фотографий находят применение при фотографировании объектов в движении, например, при фотографировании спортивных мероприятий, или в тех случаях, когда возможность поймать нужный момент довольно невелика.  Вместо того, чтобы находиться в ожидании подходящего момента, фотографы могут начать осуществлять съёмку сразу перед тем моментом в который по их мнению, произойдёт ожидаемое событие, тем самым увеличивая шансы получить по крайне мере один хороший снимок.  Большинство современных цифровых SLR камер имеют режим серийной съёмки при котором делается от 3 до 8 кадров в секунду, a высококлассные камеры, такие как Canon EOS-1D X Mark II способны производить 14 кадров в секунду с полным автофокусом, или 16 кадров в секунду, при использовании режима предварительного подъёма зеркала. Камера Panasonic Lumix DMC-GH2 способна делать до 40 фотографий в секунду в режиме серийной съёмки, при немного уменьшенном разрешении. В марте 2014 года, компания Nikon заявила, что её без зеркальный фотоаппарат Nikon 1 V3 имеет самый быстрый в мире режим серийной съёмки, и может делать 20 кадров в секунду используя слежение с авто фокусировкой и 60 кадров в секунду с первым  коротким автофокусом, при полном разрешении фотографий 18.4MP. 
Большинство хайенд камер телефонов и некоторых телефонов среднего класса, а также небольшого количества бюджетных телефонов, имеют режим серийной съёмки. Например, Samsung Galaxy SIII mini может сделать 20 непрерывных фотографий при скорости 3.3 кадра в секунду, при нажатии и удержании кнопки затвора. Прочие примеры включают: Samsung Galaxy Note 3 (от 4-5 кадров в секунду), iPhone 5S (10 кадров в секунду, или до 30 при использовании специального программного обеспечения), и ASUS Padfone Mini (16 кадров в секунду).